# Australian Open 1999
L'Australian Open 1999 è stata la 87ª edizione dell'Australian Open e prima prova stagionale dello Slam per il 1999. Si è disputato dal 18 al 31 gennaio 1999 sui campi in cemento del Melbourne Park di Melbourne in Australia.

## Risultati

### Singolare maschile
Evgenij Kafel'nikov ha battuto in finale  Thomas Enqvist con il punteggio di 4–6, 6–0, 6–3, 7–6(1)

### Singolare femminile
Martina Hingis ha battuto in finale  Amélie Mauresmo con il punteggio di 6–2, 6–3

### Doppio maschile
Jonas Björkman /  Patrick Rafter hanno battuto in finale  Mahesh Bhupathi /  Leander Paes con il punteggio di 6–3, 4–6, 6–4, 6(10)–7, 6–4

### Doppio femminile
Martina Hingis /  Anna Kurnikova hanno battuto in finale  Lindsay Davenport /  Nataša Zvereva con il punteggio di 7–5, 6–3

### Doppio misto
Mariaan de Swardt /  David Adams hanno battuto in finale  Serena Williams /  Maks Mirny con il punteggio di 6–4, 4–6, 7–6(5)

## Junior

### Singolare ragazzi
Kristian Pless ha battuto in finale  Michail Južnyj con il punteggio di 6–4, 6–3

### Singolare ragazze
Virginie Razzano ha battuto in finale  Katarina Basternakova con il punteggio di 6–1, 6–1

### Doppio ragazzi
Jürgen Melzer /  Kristian Pless hanno battuto in finale  Ladislav Chramosta /  Michal Navrátil con il punteggio di 6–7, 6–3, 6–0

### Doppio ragazze
Eléni Daniilídou /  Virginie Razzano hanno battuto in finale  Natalie Grandin /  Nicole Rencken con il punteggio di 6–1, 6–1